# Шитик Володимир Миколайович
Володимир Миколайович Шитик (біл. Уладзімір Мікалаевіч Шыцік, 31 серпня 1922, Шклов, Мінська область — 15 січня 2000, Мінськ) — білоруський письменник-фантаст, автор детективів, пригодницької та дитячої літератури.

## Біографія
Володимир Шитик народився у місті Шклов (натепер Могильовської області). У 1940 році після закінчення середньої школи він вступив до Московського інституту інженерів залізничного транспорту, який під час німецько-радянської війни евакуювали до Куйбишева, тому майбутній письменник закінчив уже Куйбишевський індустріальний інститут у 1943 році. Після завершення навчання брав участь у німецько-радянській війні, був поранений. у 1944 році повернувся до рідного міста, де працював інженером-механіком на паперовій фабриці. Паралельно з роботою Володимир Шитик навчався на факультеті журналістики Білоруського державного університету, який закінчив у 1949 році. Після отримання другого диплому Шитик працював у газетах «Сталинская молодежь» і «Калгасная праўда». У 1965—1966 роках Володимир Шитик працював відповідальним секретарем газети «Літаратура і мастацтва», а в 1978—1983 роках був кореспондентом «Сельской газеты». З 1983 року Шитик займався виключно літературною діяльністю. Кілька років він очолював клуб шанувальників фантастики в Мінську, а також представляв білоруську фантастику в раді з фантастичної та пригодницької літератури при Спілці письменників СРСР. Саме Володимир Шитик відкрив для широкого кола читачів творчість Юрія Брайдера та Миколи Чадовича, які стали найвідомішими білоруськими фантастами кінця ХХ—початку ХХІ століття. Помер Володимир Миколайович Шитик 15 січня 2000 року.

## Літературна творчість
Володимир Шитик розпочав літературну творчість у 1952 році, коли в газеті «Сталинская молодежь» опубліковано перше оповідання автора «Важливе замовлення» російською мовою. У наступному році він опублікував перше оповідання білоруською мовою «Нове місце» (біл. Новае месца). Початково Володимир Шитик писав твори про сучасне йому життя білоруського села, молоді, а також людські взаємовідносини та морально-етичні проблеми тогочасного суспільства. З 1962 року письменник розпочав писати фантастичні твори. Першим фантастичним твором письменника стала повість «Остання орбіта» (біл. Апошняя арбіта), яка вийшла друком у 1962 році, у якій розповідається про політ космічного корабля до Марса і Плутона та пошук життя на цих планетах. Надалі Володимир Шитик видав низку фантастичних творів, які увійшли до його збірок «Зоряний камінь» (біл. Зорны камень), «Парсеки за кормою» (біл. Парсекі за кормой) та «Вчасно не повернулись» (біл. У час не вярнуліся). З середини 70-х років ХХ століття письменник звернувся до написання детективних творів, зокрема повісті «Повернення в минуле» (біл. Вяртанне ў мінулае), «Містки над обривом» (біл. Масткі над абрывам), «Непрямі докази» (біл. Ускосныя доказы). Але вже у 1982 році Володимир Шитик видав нову фантастичну збірку «Трансплутонові афелії» (біл. Трансплутонавыя афеліі). Пізніше письменник видав ще низку детективних творів та кілька книг для дітей.

## Переклади
Твори Володимира Шитика перекладені російською, вірменською, туркменською, румунською мовами. Українською мовою перекладено низку фантастичних оповідань письменника.

### Збірки
- 1967 — Зорны камень
- 1970 — Парсекі за кормой
- 1975 — У час не вярнуліся
- 1977 — Масткі над абрывам
- 1979 — Другая версія
- 1982 — Трансплутонавыя афеліі
- 1983 — Левы рэйс
- 1990 — Падстаўка
- 1992 — Двойная бухгалтерия
- 1997 — Пойдзеш направа…

### Повісті
- 1958 — Назаўсёды
- 1960 — Мантажнікі
- 1960 — Сосны адшумелі сваё
- 1962 — Апошняя арбіта
- 1963 — Майская раніца
- 1970 — Сляды вядуць на Зямлю
- 1977 — Масткі над абрывам
- 1977 — Вяртанне ў мінулае
- 1979 — Па жураўля ў небе
- 1985 — Ускосныя доказы
- 1989 — Камандзіроўка ў сваім горадзе
- 1990 — Падстаўка
- 1990 — Двайная бухгалтэрыя

### Оповідання
- 1952 — Важный заказ
- 1953 — Новае месца
- 1953 — Сяброўства
- 1957 — Ён вярнуўся
- 1957 — Мацней за ўсё
- 1964 — Кіб загаварыў апоўначы
- 1964 — Капітан
- 1966 — Цені плывуць
- 1966 — Загадка сіняй планеты
- 1966 — Таямніца вечнай цемры
- 1966 — Плоскасці часу
- 1967 — Дублі
- 1967 — Скачок у нішто
- 1967 — Абдымкі Селены
- 1967 — Зорны камень
- 1967 — Сустрэча
- 1968 — Памылка капітана
- 1968 — Чаргон ці не?
- 1969 — Агенчык у цемры
- 1969 — Настаўнік
- 1970 — Трансплутонавыя афеліі
- 1970 — Лісцік серабрыстай таполі
- 1972 — У час не вярнуліся
- 1972 — Гермес падказвае кірунак
- 1975 — Што будзе заўтра?
- 1975 — Шорахі чужой планеты
- 1977 — Неспадзяваны ход
- 1977 — Левы рэйс
- 1979 — Другая версія
- 1983 — Гадзіннік з бранзалеткай

### Книги для дітей
- 1962 — Калі хочаш быць здаровы
- 1971 — Колькі машын на палях
- 1979 — Як малако на стол прыйшло